# Großer Preis von Mexiko 1987
Der Große Preis von Mexiko 1987 (offiziell Gran Premio de México) fand am 18. Oktober auf dem Autódromo Hermanos Rodriguez in Mexiko-Stadt statt und war das 14. Rennen der Formel-1-Weltmeisterschaft 1987.

## Berichte

### Hintergrund
Das Team Osella trat im drittletzten Rennen nur noch mit einem Fahrzeug an. Das Team Larrousse hingegen verstärkte sich, indem der Debütant Yannick Dalmas als zweiter Fahrer neben Philippe Alliot unter Vertrag genommen wurde.

### Training
Während des Trainings kam es zu mehreren Unfällen, deren Ursache auf den welligen Streckenbelag zurückgeführt wurde. Unter anderem waren auch Nigel Mansell und Ayrton Senna, die in der Weltmeisterschaftswertung in aussichtsreicher Position lagen, in solche Unfälle verwickelt. Trotzdem sicherte sich Mansell die Pole-Position vor Gerhard Berger. Nelson Piquet und Thierry Boutsen bildeten die zweite Startreihe vor Alain Prost und Teo Fabi.

### Rennen
Aufgrund eines schlechten Starts wurde Mansell noch vor der ersten Kurve von Berger, Boutsen, Piquet und Prost überholt. Infolge einer Kollision mit Piquet schied Prost aus. Mansell gelangte dadurch auf den dritten Rang. Eine weitere Kollision ereignete sich kurze Zeit später zwischen Stefan Johansson und Christian Danner, wodurch beide Piloten ausschieden. Satoru Nakajima musste sein Rennen nach einer Kollision mit Derek Warwick vorzeitig beenden.
In der zweiten Runde gelang es Boutsen, an Berger vorbeizuziehen und somit die Führung zu übernehmen. Aufgrund von Motorproblemen verlor er diese Position jedoch im  15. Umlauf wieder und musste das Rennen kurz darauf ganz aufgeben. Berger schied sechs Runden später ebenfalls aus, wodurch Mansell kampflos wieder in die Spitzenposition gelangte.
Nach einem schweren Unfall von Warwick wurde das Rennen am Ende der 30. Runde unterbrochen. Im Anschluss an die Aufräumarbeiten wurde eine neue Startaufstellung gebildet, die sich an der Reihenfolge zum Zeitpunkt des Rennabbruchs orientierte. Piquet übernahm zunächst die Führung, musste sie jedoch kurz darauf Mansell überlassen, der das Rennen schließlich gewann. Piquet wurde Zweiter vor Riccardo Patrese, Eddie Cheever, Teo Fabi und Philippe Alliot.

## Meldeliste
| Team                           | Nr. | Fahrer             | Chassis        | Motor                         | Reifen |
| ------------------------------ | --- | ------------------ | -------------- | ----------------------------- | ------ |
| Marlboro McLaren International | 01  | Alain Prost        | McLaren MP4/3  | TAG/Porsche TTE PO1 1.5 V6t   | G      |
| Marlboro McLaren International | 02  | Stefan Johansson   | McLaren MP4/3  | TAG/Porsche TTE PO1 1.5 V6t   | G      |
| Data General Team Tyrrell      | 03  | Jonathan Palmer    | Tyrrell DG016  | Ford Cosworth DFZ 3.5 V8      | G      |
| Data General Team Tyrrell      | 04  | Philippe Streiff   | Tyrrell DG016  | Ford Cosworth DFZ 3.5 V8      | G      |
| Canon Williams Honda Team      | 05  | Nigel Mansell      | Williams FW11B | Honda RA167E 1.5 V6t          | G      |
| Canon Williams Honda Team      | 06  | Nelson Piquet      | Williams FW11B | Honda RA167E 1.5 V6t          | G      |
| Motor Racing Developments      | 07  | Riccardo Patrese   | Brabham BT56   | BMW M12/13 1.5 L4t            | G      |
| Motor Racing Developments      | 08  | Andrea de Cesaris  | Brabham BT56   | BMW M12/13 1.5 L4t            | G      |
| West Zakspeed Racing           | 09  | Martin Brundle     | Zakspeed 871   | Zakspeed 1500/4 1.5 L4t       | G      |
| West Zakspeed Racing           | 10  | Christian Danner   | Zakspeed 871   | Zakspeed 1500/4 1.5 L4t       | G      |
| Camel Team Lotus Honda         | 11  | Satoru Nakajima    | Lotus 99T      | Honda RA166E 1.5 V6t          | G      |
| Camel Team Lotus Honda         | 12  | Ayrton Senna       | Lotus 99T      | Honda RA166E 1.5 V6t          | G      |
| Team El Charro AGS             | 14  | Pascal Fabre       | AGS JH22       | Ford Cosworth DFZ 3.5 V8      | G      |
| Leyton House March Racing Team | 16  | Ivan Capelli       | March 871      | Ford Cosworth DFZ 3.5 V8      | G      |
| USF&G Arrows Megatron          | 17  | Derek Warwick      | Arrows A10     | Megatron M12/13 1.5 L4t       | G      |
| USF&G Arrows Megatron          | 18  | Eddie Cheever      | Arrows A10     | Megatron M12/13 1.5 L4t       | G      |
| Benetton Formula Ltd           | 19  | Teo Fabi           | Benetton B187  | Ford Cosworth GBA 1.5 V6 t    | G      |
| Benetton Formula Ltd           | 20  | Thierry Boutsen    | Benetton B187  | Ford Cosworth GBA 1.5 V6 t    | G      |
| Osella Squadra Corse           | 21  | Alex Caffi         | Osella FA1I    | Alfa Romeo 890T 1.5 V8t       | G      |
| Minardi F1 Team                | 22  | Adrián Campos      | Minardi M187   | Motori Moderni 615-90 1.5 V6t | G      |
| Minardi F1 Team                | 23  | Alessandro Nannini | Minardi M187   | Motori Moderni 615-90 1.5 V6t | G      |
| Ligier Loto                    | 24  | René Arnoux        | Ligier JS29C   | Megatron M12/13 1.5 L4t       | G      |
| Ligier Loto                    | 25  | Piercarlo Ghinzani | Ligier JS29C   | Megatron M12/13 1.5 L4t       | G      |
| Scuderia Ferrari SpA SEFAC     | 26  | Michele Alboreto   | Ferrari F1/87  | Ferrari 033D 1.5 V6t          | G      |
| Scuderia Ferrari SpA SEFAC     | 27  | Gerhard Berger     | Ferrari F1/87  | Ferrari 033D 1.5 V6t          | G      |
| Larrousse Calmels              | 28  | Yannick Dalmas     | Lola LC87      | Ford Cosworth DFZ 3.5 V8      | G      |
| Larrousse Calmels              | 30  | Philippe Alliot    | Lola LC87      | Ford Cosworth DFZ 3.5 V8      | G      |

## Klassifikationen

### Qualifying
| Pos. | Fahrer             | Konstrukteur           | 1. Qualifikationstraining | 1. Qualifikationstraining | 2. Qualifikationstraining | 2. Qualifikationstraining | Start |
| Pos. | Fahrer             | Konstrukteur           | Zeit                      | Ø-Geschwindigkeit         | Zeit                      | Ø-Geschwindigkeit         | Start |
| ---- | ------------------ | ---------------------- | ------------------------- | ------------------------- | ------------------------- | ------------------------- | ----- |
| 01   | Nigel Mansell      | Williams-Honda         | 1:20,696                  | 197,229 km/h              | 1:18,383                  | 203,049 km/h              | 01    |
| 02   | Gerhard Berger     | Ferrari                | 1:19,992                  | 198,965 km/h              | 1:18,426                  | 202,938 km/h              | 02    |
| 03   | Nelson Piquet      | Williams-Honda         | 1:20,701                  | 197,217 km/h              | 1:18,463                  | 202,842 km/h              | 03    |
| 04   | Thierry Boutsen    | Benetton-Ford          | 1:20,766                  | 197,058 km/h              | 1:18,691                  | 202,254 km/h              | 04    |
| 05   | Alain Prost        | McLaren-TAG-Porsche    | 1:20,572                  | 197,533 km/h              | 1:18,742                  | 202,123 km/h              | 05    |
| 06   | Teo Fabi           | Benetton-Ford          | 1:22,666                  | 192,529 km/h              | 1:18,992                  | 201,484 km/h              | 06    |
| 07   | Ayrton Senna       | Lotus-Honda            | 1:21,361                  | 195,617 km/h              | 1:19,089                  | 201,237 km/h              | 07    |
| 08   | Riccardo Patrese   | Brabham-BMW            | 1:21,720                  | 194,758 km/h              | 1:19,889                  | 199,221 km/h              | 08    |
| 09   | Michele Alboreto   | Ferrari                | 1:21,290                  | 195,788 km/h              | 1:19,967                  | 199,027 km/h              | 09    |
| 10   | Andrea de Cesaris  | Brabham-BMW            | 1:22,930                  | 191,916 km/h              | 1:20,141                  | 198,595 km/h              | 10    |
| 11   | Derek Warwick      | Arrows-Megatron        | 1:23,347                  | 190,956 km/h              | 1:21,664                  | 194,891 km/h              | 11    |
| 12   | Eddie Cheever      | Arrows-Megatron        | 1:24,445                  | 188,473 km/h              | 1:21,705                  | 194,793 km/h              | 12    |
| 13   | Martin Brundle     | Zakspeed               | 1:25,184                  | 186,838 km/h              | 1:21,711                  | 194,779 km/h              | 13    |
| 14   | Alessandro Nannini | Minardi-Motori Moderni | 1:26,055                  | 184,947 km/h              | 1:22,035                  | 194,010 km/h              | 14    |
| 15   | Stefan Johansson   | McLaren-TAG-Porsche    | 1:22,185                  | 193,656 km/h              | 1:22,382                  | 193,193 km/h              | 15    |
| 16   | Satoru Nakajima    | Lotus-Honda            | 1:23,750                  | 190,037 km/h              | 1:22,214                  | 193,587 km/h              | 16    |
| 17   | Christian Danner   | Zakspeed               | 1:23,992                  | 189,489 km/h              | 1:22,593                  | 192,699 km/h              | 17    |
| 18   | René Arnoux        | Ligier-Megatron        | 1:24,299                  | 188,799 km/h              | 1:23,053                  | 191,632 km/h              | 18    |
| 19   | Adrián Campos      | Minardi-Motori Moderni | 1:27,798                  | 181,275 km/h              | 1:23,955                  | 189,573 km/h              | 19    |
| 20   | Ivan Capelli       | March-Ford             | 1:27,161                  | 182,600 km/h              | 1:24,404                  | 188,565 km/h              | 20    |
| 21   | Piercarlo Ghinzani | Ligier-Megatron        | 1:27,059                  | 182,814 km/h              | 1:24,553                  | 188,232 km/h              | 21    |
| 22   | Jonathan Palmer    | Tyrrell-Ford           | 1:27,306                  | 182,297 km/h              | 1:24,723                  | 187,855 km/h              | 22    |
| 23   | Yannick Dalmas     | Lola-Ford              | 1:28,156                  | 180,539 km/h              | 1:24,745                  | 187,806 km/h              | 23    |
| 24   | Philippe Alliot    | Lola-Ford              | 1:27,184                  | 182,552 km/h              | 1:25,096                  | 187,031 km/h              | 24    |
| 25   | Philippe Streiff   | Tyrrell-Ford           | 1:27,011                  | 182,915 km/h              | 1:26,305                  | 184,411 km/h              | 25    |
| 26   | Alex Caffi         | Osella-Alfa Romeo      | 1:27,670                  | 181,540 km/h              | 1:30,010                  | 176,820 km/h              | 26    |
| DNQ  | Pascal Fabre       | AGS-Ford               | 1:30,285                  | 176,282 km/h              | 1:28,655                  | 179,523 km/h              | –     |

### Rennen
| Pos. | Fahrer             | Konstrukteur           | Runden | Stopps | Zeit        | Start | Schnellste Runde |
| ---- | ------------------ | ---------------------- | ------ | ------ | ----------- | ----- | ---------------- |
| 01   | Nigel Mansell      | Williams-Honda         | 63     | 0      | 1:26:24,207 | 01    | 1:19,527         |
| 02   | Nelson Piquet      | Williams-Honda         | 63     | 0      | + 26,176    | 03    | 1:19,132         |
| 03   | Riccardo Patrese   | Brabham-BMW            | 63     | 0      | + 1:26,879  | 08    | 1:21,057         |
| 04   | Eddie Cheever      | Arrows-Megatron        | 63     | 0      | + 1:41,352  | 12    | 1:20,934         |
| 05   | Teo Fabi           | Benetton-Ford          | 61     | 3      | + 2 Runden  | 06    | 1:20,829         |
| 06   | Philippe Alliot    | Lola-Ford              | 60     | 0      | + 3 Runden  | 24    | 1:24,320         |
| 07   | Jonathan Palmer    | Tyrrell-Ford           | 60     | 0      | + 3 Runden  | 22    | 1:24,657         |
| 08   | Philippe Streiff   | Tyrrell-Ford           | 60     | 0      | + 3 Runden  | 25    | 1:26,039         |
| 09   | Yannick Dalmas     | Lola-Ford              | 59     | 0      | + 4 Runden  | 23    | 1:24,405         |
| –    | Ayrton Senna       | Lotus-Honda            | 54     | 0      | DNF         | 07    | 1:20,586         |
| –    | Ivan Capelli       | March-Ford             | 51     | 0      | DNF         | 20    | 1:24,274         |
| –    | Alex Caffi         | Osella-Alfa Romeo      | 50     | 0      | DNF         | 26    | 1:23,628         |
| –    | Piercarlo Ghinzani | Ligier-Megatron        | 43     | 0      | DNF         | 21    | 1:23,659         |
| –    | Adrián Campos      | Minardi-Motori Moderni | 32     | 2      | DNF         | 19    | 1:25,734         |
| –    | René Arnoux        | Ligier-Megatron        | 29     | 0      | DNF         | 18    | 1:23,887         |
| –    | Derek Warwick      | Arrows-Megatron        | 26     | 1      | DNF         | 11    | 1:23,124         |
| –    | Andrea de Cesaris  | Brabham-BMW            | 22     | 0      | DNF         | 10    | 1:22,535         |
| –    | Gerhard Berger     | Ferrari                | 20     | 0      | DNF         | 02    | 1:21,520         |
| –    | Thierry Boutsen    | Benetton-Ford          | 15     | 0      | DNF         | 04    | 1:22,170         |
| –    | Alessandro Nannini | Minardi-Motori Moderni | 13     | 0      | DNF         | 14    | 1:24,668         |
| –    | Michele Alboreto   | Ferrari                | 12     | 0      | DNF         | 09    | 1:23,273         |
| –    | Martin Brundle     | Zakspeed               | 3      | 0      | DNF         | 13    | 1:28,816         |
| –    | Stefan Johansson   | McLaren-TAG-Porsche    | 1      | 0      | DNF         | 15    | 1:43,361         |
| –    | Satoru Nakajima    | Lotus-Honda            | 1      | 0      | DNF         | 16    | 1:43,533         |
| –    | Christian Danner   | Zakspeed               | 1      | 0      | DNF         | 17    | 1:44,266         |
| –    | Alain Prost        | McLaren-TAG-Porsche    | 0      | 0      | DNF         | 05    | –                |

## WM-Stände nach dem Rennen
Die ersten sechs des Rennens bekamen 9, 6, 4, 3, 2 bzw. 1 Punkt(e). Streichresultate sind in Klammern gesetzt. In der Fahrerwertung wurden die besten elf Resultate, in der Konstrukteurswertung alle Resultate gewertet.

### Fahrerwertung
| Pos. | Fahrer            | Konstrukteur        | Punkte  |
| ---- | ----------------- | ------------------- | ------- |
| 01   | Nelson Piquet     | Williams-Honda      | 73 (76) |
| 02   | Nigel Mansell     | Williams-Honda      | 61      |
| 03   | Ayrton Senna      | Lotus-Honda         | 51      |
| 04   | Alain Prost       | McLaren-TAG-Porsche | 46      |
| 05   | Stefan Johansson  | McLaren-TAG-Porsche | 26      |
| 06   | Gerhard Berger    | Ferrari             | 18      |
| 07   | Teo Fabi          | Benetton-Ford       | 12      |
| 08   | Thierry Boutsen   | Benetton-Ford       | 10      |
| 09   | Michele Alboreto  | Ferrari             | 8       |
| 10   | Eddie Cheever     | Arrows-Megatron     | 8       |
| 11   | Satoru Nakajima   | Lotus-Honda         | 6       |
| 12   | Riccardo Patrese  | Brabham-BMW         | 6       |
| 13   | Andrea de Cesaris | Brabham-BMW         | 4       |
| 14   | Jonathan Palmer   | Tyrrell-Ford        | 4       |
| 15   | Philippe Streiff  | Tyrrell-Ford        | 4       |

| Pos. | Fahrer             | Konstrukteur           | Punkte |
| ---- | ------------------ | ---------------------- | ------ |
| 16   | Derek Warwick      | Arrows-Megatron        | 3      |
| 17   | Philippe Alliot    | Lola-Ford              | 3      |
| 18   | Martin Brundle     | Zakspeed               | 2      |
| 19   | René Arnoux        | Ligier-Megatron        | 1      |
| 20   | Ivan Capelli       | March-Ford             | 1      |
| 21   | Christian Danner   | Zakspeed               | 0      |
| 22   | Piercarlo Ghinzani | Ligier-Megatron        | 0      |
| 23   | Pascal Fabre       | AGS-Ford               | 0      |
| 24   | Yannick Dalmas     | Lola-Ford              | 0      |
| 25   | Alessandro Nannini | Minardi-Motori Moderni | 0      |
| 26   | Alex Caffi         | Osella-Alfa Romeo      | 0      |
| 27   | Adrián Campos      | Minardi-Motori Moderni | 0      |
| –    | Gabriele Tarquini  | Osella-Alfa Romeo      | 0      |
| –    | Franco Forini      | Osella-Alfa Romeo      | 0      |
| –    | Nicola Larini      | Coloni-Ford            | 0      |

### Konstrukteurswertung
| Pos. | Konstrukteur        | Punkte |
| ---- | ------------------- | ------ |
| 01   | Williams-Honda      | 137    |
| 02   | McLaren-TAG-Porsche | 72     |
| 03   | Lotus-Honda         | 57     |
| 04   | Ferrari             | 26     |
| 05   | Benetton-Ford       | 22     |
| 06   | Arrows-Megatron     | 11     |
| 07   | Brabham-BMW         | 10     |
| 08   | Tyrrell-Ford        | 8      |

| Pos. | Konstrukteur           | Punkte |
| ---- | ---------------------- | ------ |
| 09   | Lola-Ford              | 3      |
| 10   | Zakspeed               | 2      |
| 11   | Ligier-Megatron        | 1      |
| 12   | March-Ford             | 1      |
| 13   | AGS-Ford               | 0      |
| 14   | Minardi-Motori Moderni | 0      |
| 15   | Osella-Alfa Romeo      | 0      |
| –    | Coloni-Ford            | 0      |